# Alouatta arctoidea
Alouatta arctoidea é uma espécie de primata sul-americano endêmico da Venezuela, da bacia do rio Orinoco. Por muito tempo foi considerado como uma subespécie de Alouatta seniculus, sendo considerado uma espécie propriamente dita por conta de diferenças de cariótipo com outros integrantes do grupo A. seniculus.